# ヘルネ

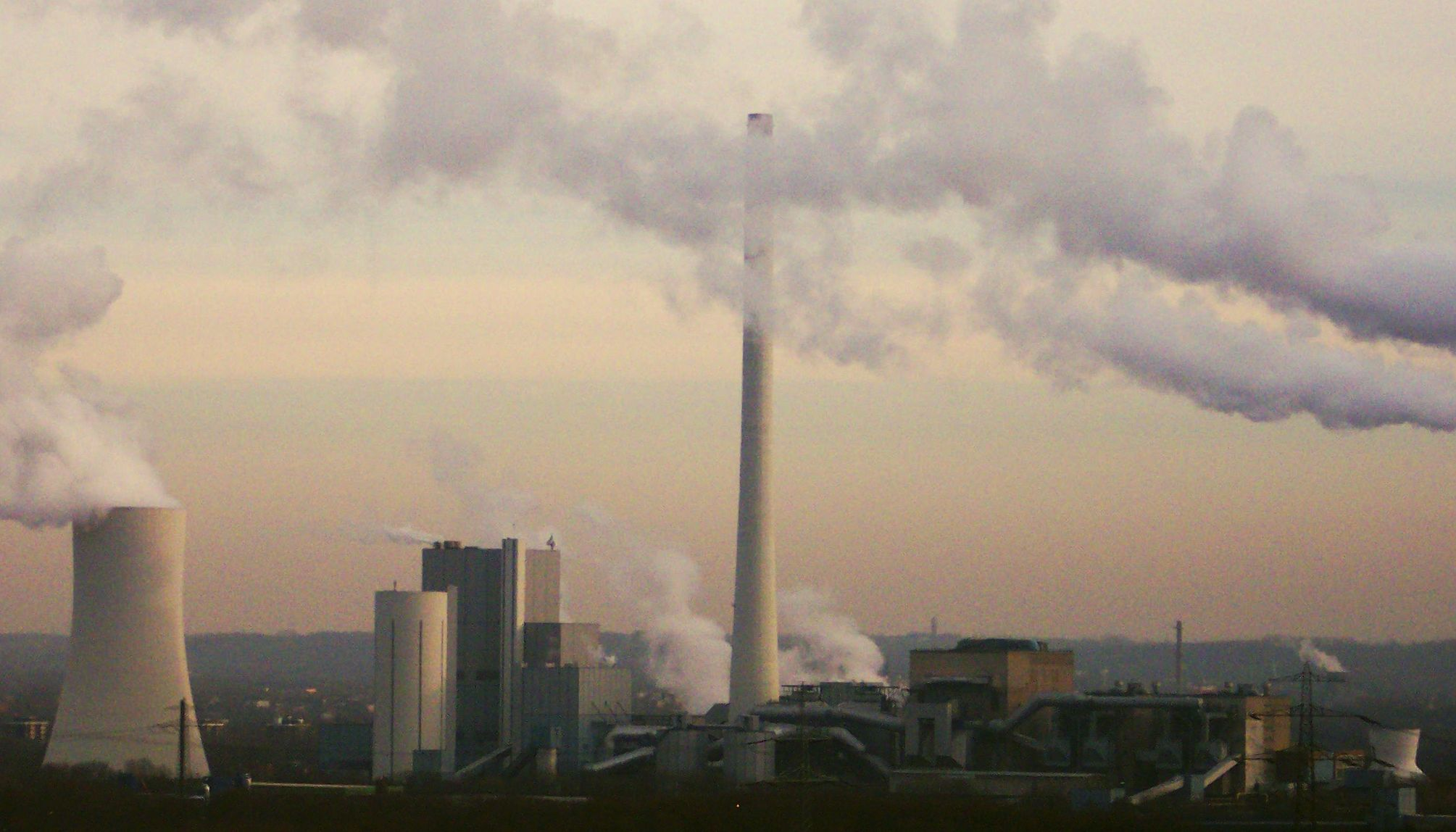
工場

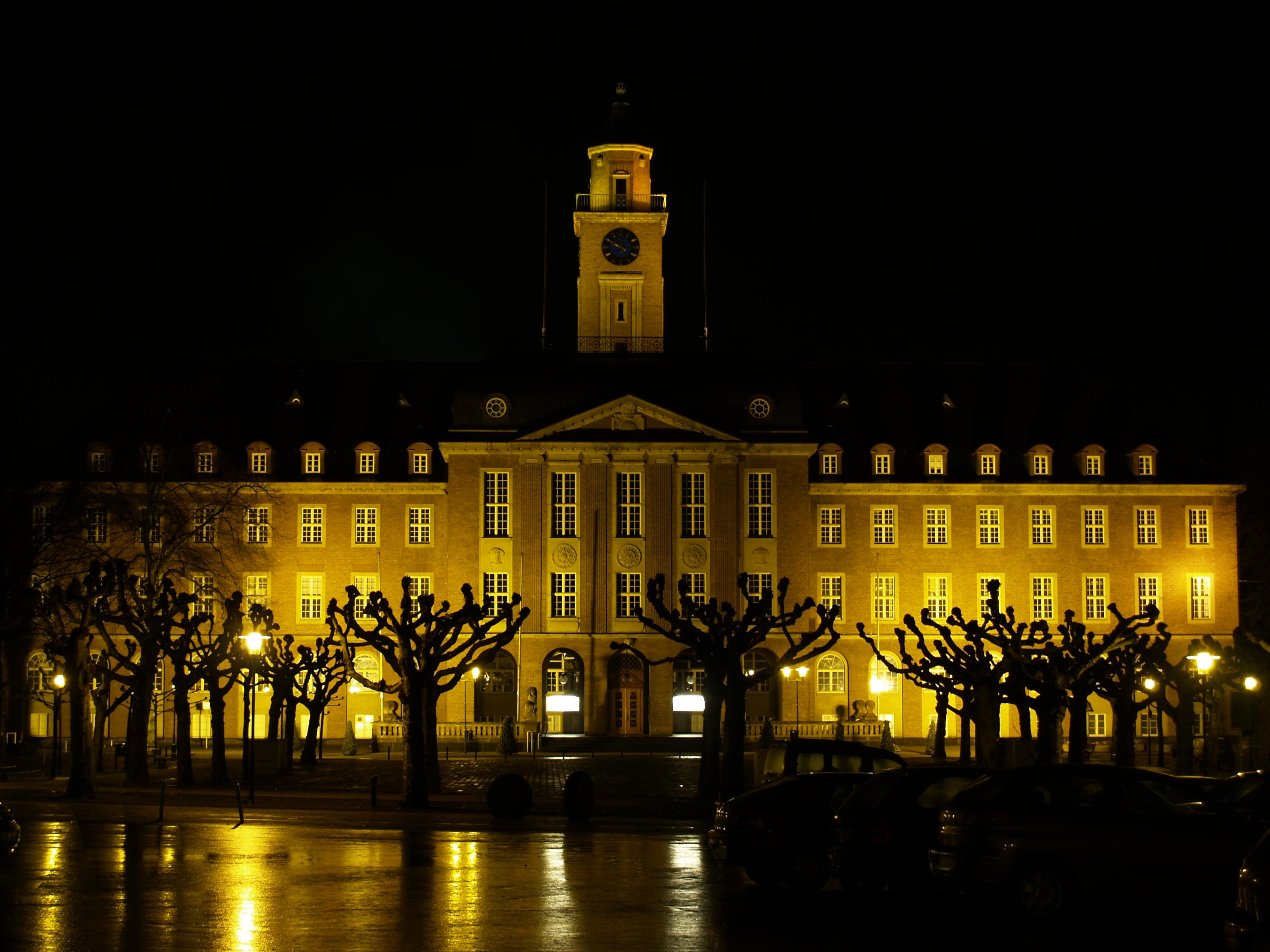
市庁舎

ヘルネ (Herne) はドイツ連邦共和国の都市。ノルトライン＝ヴェストファーレン州に属する。人口は約16万人である。

## 地勢・産業
ライン・ヘルネ運河とドルトムント・エムス運河の交点近くに位置する工業都市。ルール地方の一都市で、半径10キロ内にゲルゼンキルヒェン、ボーフム、レックリングハウゼンなどの都市が集中している。約20キロ東にドルトムントが位置している。

## 歴史
産業革命が進むまでは小さな集落だったが、19世紀後半より炭鉱街として飛躍的な発展をとげた。19世紀末に都市としての地位を認められた。第二次世界大戦後、1950年代後半までにほとんどの炭坑は閉鎖されたため、電気機器工場などを誘致して工業都市としての発展を図っている。

## スポーツ
SCヴェストファリア・ヘルネ (SC Westfalia 04 Herne) が、ヘルネを本拠地とするサッカークラブ。オーバーリーガのヴェストファーレン地区（4部）に属している。

## 文化
「国際的レベルの文化的イヴェント、ヘルネ古楽祭が毎年11月に催され」、演奏は西部ドイツ放送によって放送されている。

## 姉妹都市
- エナン＝ボーモン、フランス
- ウェイクフィールド、イングランド、イギリス
- オメテペ島、ニカラグア
- ベルゴロド、ロシア
- ルターシュタット・アイスレーベン、ザクセン＝アンハルト州、ドイツ
- コニン、ポーランド

## ギャラリー

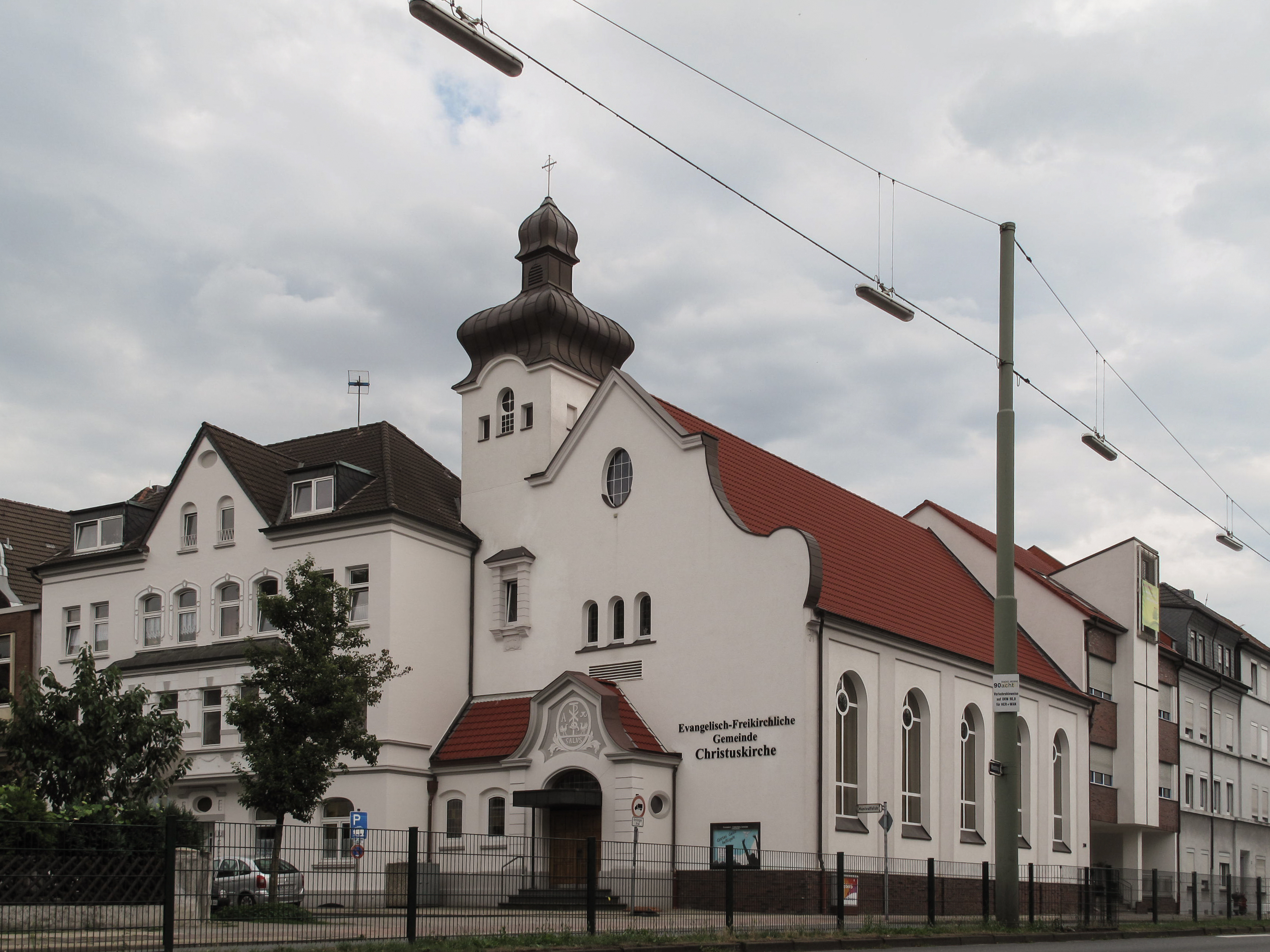
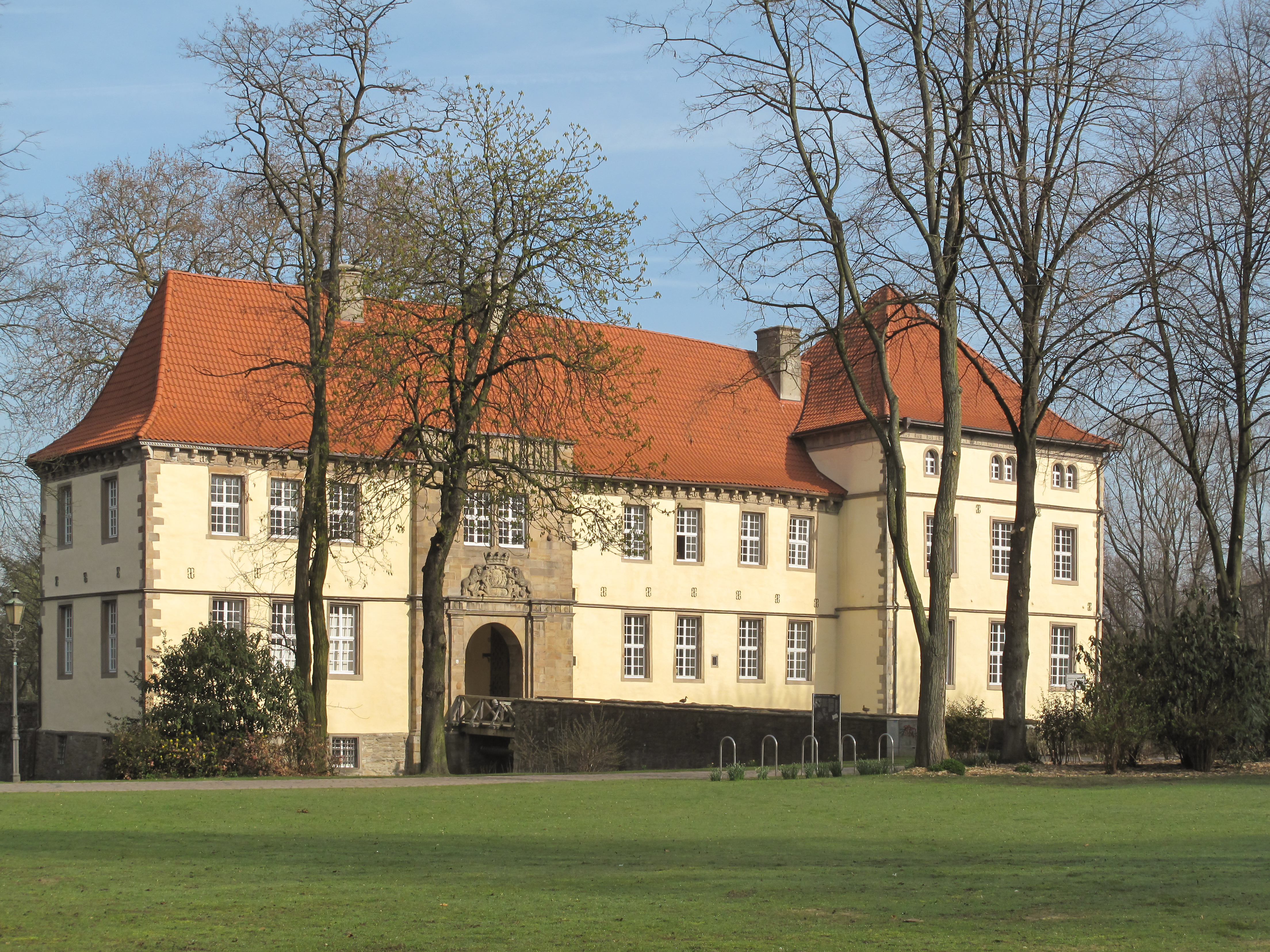
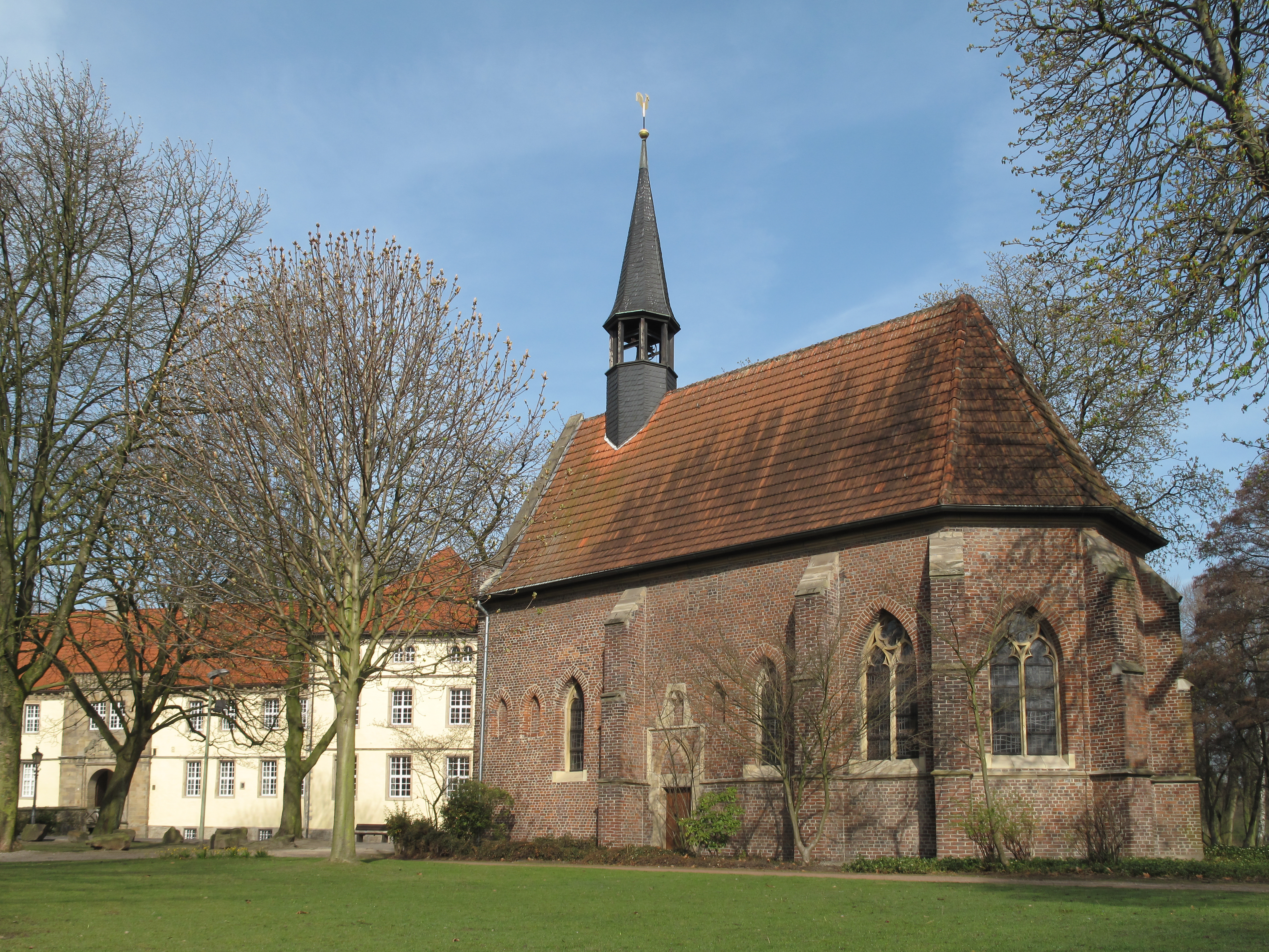

## 引用
1. ↑  Bevölkerung der Gemeinden Nordrhein-Westfalens am 31. Dezember 2023 – Fortschreibung des Bevölkerungsstandes auf Basis des Zensus vom 9. Mai 2011
2. ↑  本事典ドイツ語版　<Herne>及び<Tage Alter Musik in Herne> 2023年4月22日閲覧